# 浅田宗伯

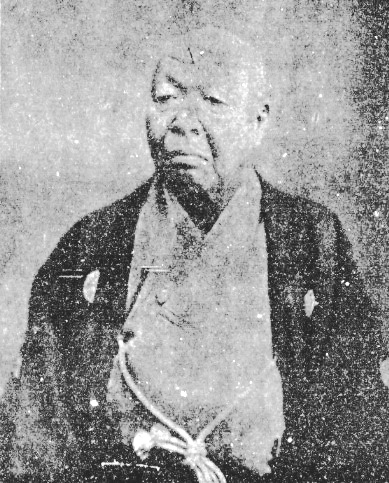
浅田宗伯

浅田 宗伯（あさだ そうはく、文化12年5月22日（1815年6月29日） - 明治27年（1894年）3月16日）は日本の漢方医、儒学者。天璋院による徳川慶喜助命嘆願の書状を西郷隆盛に届けた人物である。諱は惟常といい、栗園の号で歌をたしなんだ。

## 経歴
浅田は信濃国筑摩郡北栗林村（現在の長野県松本市島立）出身で祖父の東斎、父の儕斎ともに医家の生まれである。浅田家は代々、医業と手習いの師匠を続け、子供の頃に四書五経を教わった師には、代々の医者の家系なのに宗伯はなぜこれほど物覚えが悪いのだろう、と思われていた。
15歳の頃に志を立て、熊谷珪碩や、高遠藩の儒臣中村元起（中村弥六の父）に医学の薫陶を受けた後、18歳で京都に上り元起の兄の中西深斎に師事した。他家の門人とも交流を持ち議論を重ね、その後は京や江戸を行き来し漢方医学と共に頼山陽や猪飼敬所らから経書や儒学、歴史学等を修めると、大坂で大塩平八郎の門をたたいて陽明学を学んだ。
はじめ江戸の諸名医の門を叩いたが相手にされず、幕医・本康宗円の理解を得るに及んで、多紀元堅・小島尚質・喜多村直寛ら医学館考証派の諸名家に紹介されたという。宗伯の名乗りは宗円より一字を承けられたものである。医学だけではなく、芳野金陵や安井息軒らと交流し、儒学の見地も広げていった。
22歳で江戸で開業したが、数年間は私事のトラブルもあり、なかなかうまく軌道に乗せることはできなかった。元起の推薦を受けて高遠藩の藩医の身分を得ると、やがて土佐藩医などを経て安政2年（1855年）に幕府の御目見え医師となる（41歳）。征夷大将軍徳川家茂に御目見えしたのは47歳で、57歳の慶応2年（1866年）に御典医（奥医師）に遇される。家茂が没し将軍家の典医を続けて維新を迎えた後も、宮内省侍医として医官にとどまった。医師としてはフランス公使・ロッシュや嘉仁親王（後の大正天皇）の生命の危機を救った事で知られている。医療や著述のかたわら、明治政府の漢方廃止政策に対抗し、岡田昌春と清川玄道、桐淵道斎と河内全節、高島祐啓に宗伯を加えた漢方六賢人の筆頭として、漢方保存に尽力した。
漢方が衰退していくなか病床に倒れ、見舞いにもらった紅梅を題材に以下の狂歌二首を辞世として長逝。
- 此の花の大和ごころを失はず 咲き返りても貫かんとぞ思ふ
- 春と云へばいづこの花も時めくに しほれて返る人のあはれさ

### 浅田飴
堀内伊三郎は信濃国伊那郡の出身であり、宗伯の書生を務めた時期に薬飴を製造した。その子の伊太郎が浅田飴と命名すると、販路を開いて今日まで続くブランドが始まる。

### 栄誉栄典
従四位　明治33年（1900年）に遺贈された。

## 著書
発行年順。
- 『皇国名医伝』
- 『傷寒弁要』
- 『雑病弁要』
- 『脈法私言』
- 『原医警医記事』
- 『杏林風月』
- 『先哲医話』